# Ugovor o pomorskom razgraničenju između Zelenortske Republike i Senegala
Ugovor o pomorskom razgraničenju između Zelenortske Republike i Senegala je ugovor u kojem su dvije države pristale na razgraničenje svojih morskih granica.
Ugovor je potpisan 17. veljače 1993. Granica definirana tekstom ugovora identificira liniju koja ide sjever-jug u dužini od približno 150 nautičkih milja sastavljenu od sedam pomorskih segmenata definiranih s osam specifičnih koordinatnih točaka. Granica je približno 9 nm do 20 nm istočno od ekvidistantne linije između dva teritorija.
Službeni naziv ugovora je Ugovor o razgraničenju pomorske granice između Zelenortske Republike i Republike Senegal.

## Vanjske poveznice
- (engl.) Puni tekst sporazuma